# Брешерес
Брешерес (фр. Bécheresse) насеље је и општина у западној Француској у региону Поату-Шарант, у департману Шарант која припада префектури Ангулем.
По подацима из 2011. године у општини је живело 300 становника, а густина насељености је износила 35,8 становника/km². Општина се простире на површини од 8,38 km². Налази се на средњој надморској висини од 183 метара (максималној 183 m, а минималној 95 m).

## Демографија
| 1962. | 1968. | 1975. | 1982. | 1990. | 1999. | 2011. |
| ----- | ----- | ----- | ----- | ----- | ----- | ----- |
| 248   | 259   | 218   | 246   | 217   | 207   | 300   |

График промене броја становника у току последњих година